# Jan Evert Veer
Jan Evert Veer (L'Aia, 1º novembre 1950) è un ex pallanuotista olandese, vincitore di una medaglia di bronzo alle olimpiadi di Montréal 1976.